# Hofje van Pauw

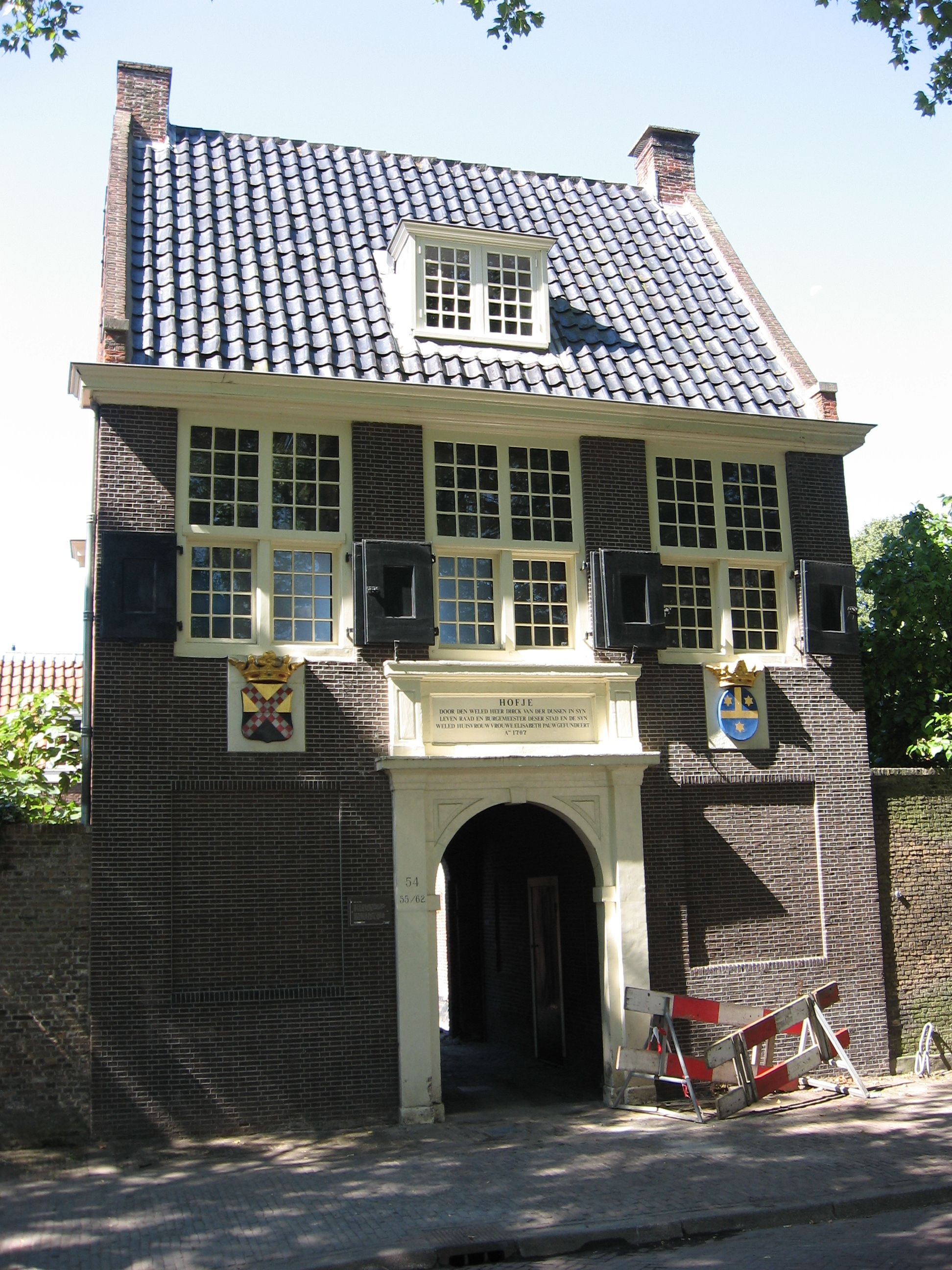
Poortgebouw Hofje van Pauw aan de Paardenmarkt

Het Hofje van Pauw is een van de vier overgebleven hofjes in de stad Delft, in de Nederlandse provincie Zuid-Holland. Vroeger waren er zeven hofjes. Het Hofje werd in 1707 gebouwd ingevolge de bepaling in het testament van Elisabeth Pauw, de dochter van de Delftse burgemeester Jacob Pauw, die een jaar eerder overleed. Ze was weduwe van Johan van der Dussen en daarna van (neef) Dirck van der Dussen, beiden ook burgemeester.
Het hofje was bedoeld voor arme of behoeftige personen of families. Het hofje bestaat uit acht huisjes, vier op een rij aan de oostzijde en vier op een rij aan de westzijde met een plein ertussen.

## Binnentuin
In 2007 werd de binnentuin van het Hofje van Pauw opnieuw ingericht. De grond bleek vervuild.

## Huidige functie
Vandaag de dag worden de huisjes verhuurd aan de organisatie Ipse de Bruggen voor mensen met een verstandelijke of meervoudige handicap. In het Hofje van Pauw wonen in 2007 achttien bewoners onder begeleiding.